# Branko Špoljar
Branko Špoljar (* 5. Januar 1914 in Zagreb, Österreich-Ungarn; † 27. Oktober 1985 ebenda) war ein jugoslawischer Schauspieler.

## Leben
Špoljar verfasste bereits in den 1940er Jahren das Stück Winnetou auf Serbokroatisch. Nach einigen kleinen Auftritten in Jugoslawien gelang ihm durch seine Nebenrollen in den Karl-May-Filmen der 1960er Jahre der Durchbruch als Schauspieler. Nach seinen Engagements in jenen wirkte er zu Beginn der 1970er noch bei einigen jugoslawischen Produktionen mit.

## Filmografie (Auswahl)
- 1962: Der Schatz im Silbersee
- 1963: Winnetou 1. Teil
- 1966: Winnetou und das Halbblut Apanatschi
- 1968: Winnetou und Shatterhand im Tal der Toten
- 1972: Sie nannten sie kleine Mutter
- 1973: Die blutigen Geier von Alaska
- 1976: Der Rattengott (als Rupcic)